# Kikari
Kikari es un corregimiento del distrito de Müna, en la comarca Ngäbe-Buglé, República de Panamá. Su creación fue establecida mediante Ley 31 del 10 de mayo de 2012, siendo segregado del corregimiento de Alto Caballero. Su cabecera es Alto Saldaña.